# سیان ولبی
سیان ولبی (به انگلیسی: Siân Welby) (زاده ۳ سپتامبر ۱۹۸۶) مجری تلویزیونی و مجری رادیویی انگلیسی است که بیشتر به خاطر همکاری با کانال ۵، بی‌بی‌سی، آی تی وی و کانال ۴ شناخته می‌شود.
ولبی در ناتینگهام به دنیا آمد و در آپتون، روستایی کوچک در ناتینگهام شایر، انگلستان بزرگ شد. او در ساتول، ناتینگهام‌شر به مدرسه رفت. او در ابتدا روزها به عنوان دستیار خرده‌فروشی کار می‌کرد و پس از بسته شدن مغازه، ویدیوهای آنلاین را در اتاق اتصالات ضبط می‌کرد.